# Casa de John y Archibald Christian
La Casa de John y Archibald Christian (también conocida como Casa Lindsay) es una residencia histórica ubicada cerca de Tuscumbia, Alabama, Estados Unidos.

## Historia
La casa fue construida en la década de 1830 por los hermanos John y Archibald Christian, que formaban parte de un grupo de colonos de la región de Piedmont, Virginia que llegaron a Tuscumbia en las décadas de 1820 y 1830. La familia había abandonado la casa en la década de 1860 y, a fines del siglo XIX, era el hogar del Gobernador de Alabama, Robert B. Lindsay. En la década de 1900, la casa era el centro de una granja lechera, antes de que ella y las 20 hectáreas circundantes fueran adquiridas por el Tennessee Valley Country Club en 1923. El club de campo utiliza la casa como un área de reunión social y alojamiento para los cuidadores.

## Descripción
Situada en una colina con vistas a Tuscumbia, la casa tiene un pórtico de doble altura flanqueado por ventanas de guillotina de seis sobre seis en cada piso. Las puertas de entrada gemelas conducen a habitaciones delanteras separadas que eran una parte de la casa como se construyó originalmente. Cada habitación tiene una repisa adamesca. Hacia 1923 se añadió un pasillo trasero transversal, que unía el bloque principal con una cocina independiente. La escalera principal al segundo piso se trasladó a este salón, reemplazando las escaleras separadas en las habitaciones del frente.
La casa fue incluida en el Registro Nacional de Lugares Históricos en 1982.